# Аркрайт, Ричард
Сэр Ри́чард А́ркрайт (англ. Richard Arkwright; 23 декабря 1732, Престон — 3 августа 1792[…], Кромфорд, Дербишир) — крупный английский текстильный промышленник, изобретатель, владелец многочисленных патентов в области прядения, отец Ричарда Аркрайта младшего, являлся выдающимся предпринимателем эпохи промышленной революции. Считается родоначальником промышленного способа производства.
Аркрайт объединил в единое целое источники энергии, станки, недорогой труд и новое для своего времени сырье — хлопок, что позволило ему впервые в истории создать массовое производство пряжи. Фабрика Аркрайта в Кромфорде считается первой в мире фабрикой современного типа.

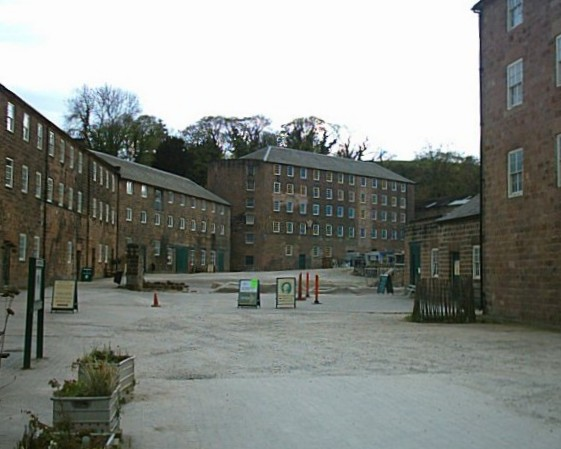
Фабрика Аркрайта в Кромфорде

## Ранние годы
Аркрайт родился в Престоне 23 декабря 1732 года. Он был младшим из 7 детей в семье. Его отец, — портной Томас Аркрайт, — был главой союза ремесленников Престона (англ. Preston Guild burgess). Из-за недостатка средств мальчик не ходил в школу — читать и писать его научила двоюродная сестра.
Трудовую жизнь Ричард начал учеником парикмахера в соседнем Киркхаме. В 1750 он открыл собственную парикмахерскую и мастерскую париков в Болтоне. Здесь он сделал своё первое изобретение — водостойкую краску для париков. Успешная торговля краской дала первые средства для дальнейшей работы над прототипами прядильных машин.

## Изобретения

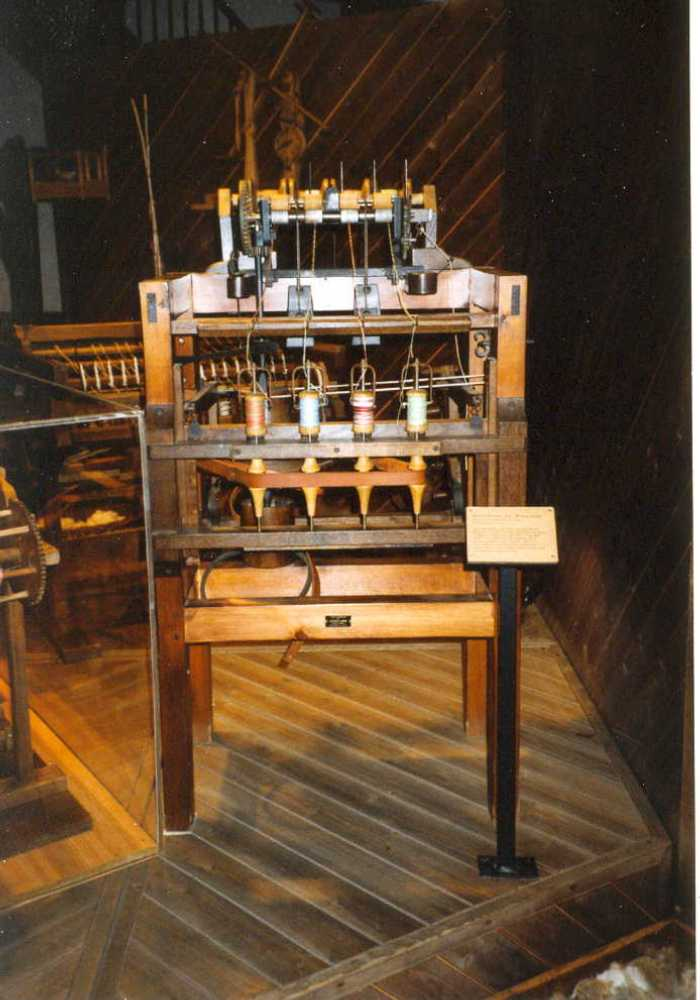
Прядильная машина Аркрайта «Waterframe»

В 1769 году Аркрайт изобрёл прядильную машину «Waterframe» и зарегистрировал на неё патент. Два партнёра профинансировали сумму, необходимую для подачи заявки на патент и организовали промышленное применение прядильной машины. Было открыто крупное прядильное предприятие в Кромфорде, использовавшее как двигатель водяное колесо. С 1790 года он перестроил свои прядильные машины под паровые двигатели. Помимо прядильной машины Аркрайт изобрёл ещё несколько других революционных устройств и станков, повысивших эффективность текстильной продукции. Несмотря на патент, прядильная машина Аркрайта была скопирована немцем Иоганном Готфридом Брюгельманном, что положило начало промышленной революции на европейском материке.
Слава Аркрайта была омрачена обвинениями в воровстве чужих изобретений. Целый ряд судебных процессов показал, что все запатентованные им машины не были в действительности изобретены им. Так, оказалось, что прядильную ватермашину изобрел часовщик Джон Кэй, кардную машину — Даниэль Борн, питающий прибор — Джон Лис. В 1785 году все патенты Аркрайта были аннулированы, но к этому времени он уже стал одним из самых богатых английских фабрикантов.

## Признание заслуг

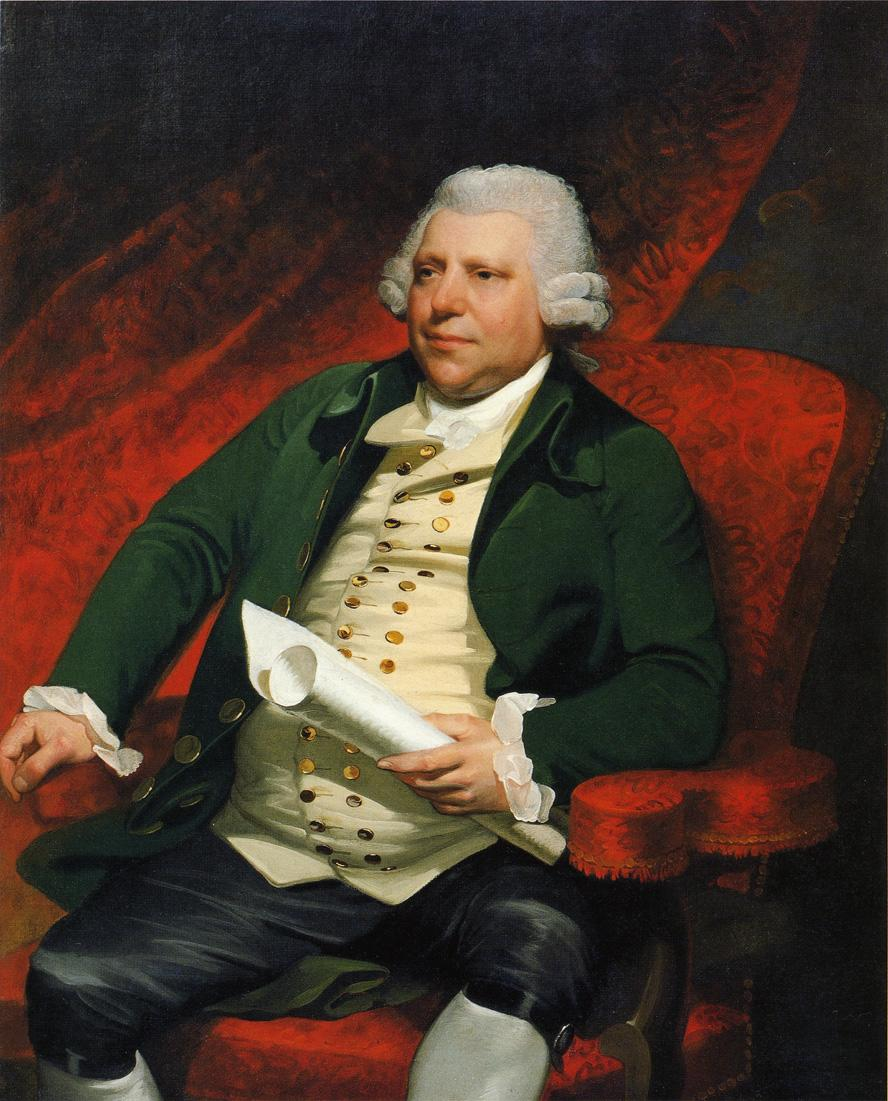
Портрет Аркрайта кисти Мэйтера Брауна (Mather Brown), 1790.

Достижения Аркрайта получили широкое признание и позволили ему занять высокое положение в обществе. Он был главным шерифом (англ. high sheriff) графства Дербишир и в 1786 получил дворянство

## Оценки
Карл Маркс писал об Аркрайте:

Кто знаком с биографией Аркрайта, тот никогда не даст этому гениальному цирюльнику названия «благородный». Из всех великих изобретателей XVIII века это был бесспорно величайший вор чужих изобретений и самый низкий субъект.